# Liga de Euskadi de Canicross
La Liga de Euskadi de Canicross es una competición de canicross formada por varias carreras de canicross de Vizcaya y Guipúzcoa disputadas entre otoño e invierno. Comenzó a disputarse en la temporada 2015-2016. Existen 4 categorías diferentes, júnior, sénior, veterano 40 y veterano 50, masculino y femenino.

## Historia
La Liga de Euskadi de Canicross se crea a partir de la fusión de la Liga Guipuzcoana de Canicross y la Liga Vizcaína de Canicross para formar una única liga de canicross en el País Vasco.

## Carreras
En su 1ª edición son 9 las carreras que forman parte de Liga de Euskadi de Canicross. Canicross de Sodupe, canicross de Larrabezúa, canicross de Echévarri, canicross de Vergara, canicross de Azpeitia, canicross de Tolosa, canicross de Zumaya, canicross de Fuenterrabía y canciross de Górliz.